# Epsilon Persei
Epsilon Persei è un sistema stellare di terza magnitudine situata nella costellazione di Perseo.
Si tratta di una stella multipla che si trova a circa 540 anni luce dal sistema solare, di magnitudine apparente di 2,90.

## Caratteristiche fisiche
La componente principale è una calda stella di tipo spettrale B0.5V+ con massa equivalente a 14 M⊙ e una luminosità di 28000 L⊙, con un'età di circa 15 milioni di anni. La secondaria, distante 0,3 UA dalla principale, le orbita attorno in 14 giorni e
La stella è anche una variabile del tipo Beta Cephei, che mostra fluttuazioni della luminosità di 0,12 magnitudini, in periodi multipli di 2,27 e 8,46 ore. Le variazioni spettrali suggeriscono la presenza di una compagna con un periodo orbitale di 14 giorni.
La componente secondaria, Epsilon Persei B, è una stella di sequenza principale di classe spettrale A2V e di magnitudine +7,59, visibile a 10 secondi d'arco dalla componente A.
La distanza effettiva dalla principale è di circa 1600 au, e il suo periodo orbitale uguale o maggiore a 1600 anni.
C'è anche una un'altra stella visivamente vicina alla coppia principale, a circa 78 secondi d'arco; si tratta di una nana arancione di classe K7, che se effettivamente legata al sistema avrebbe un periodo di almeno 370 000 anni, ma più probabilmente si trova solo di una compagna visuale che si trova sulla stessa linea di vista di Epsilon Persei.